# Tabakiera

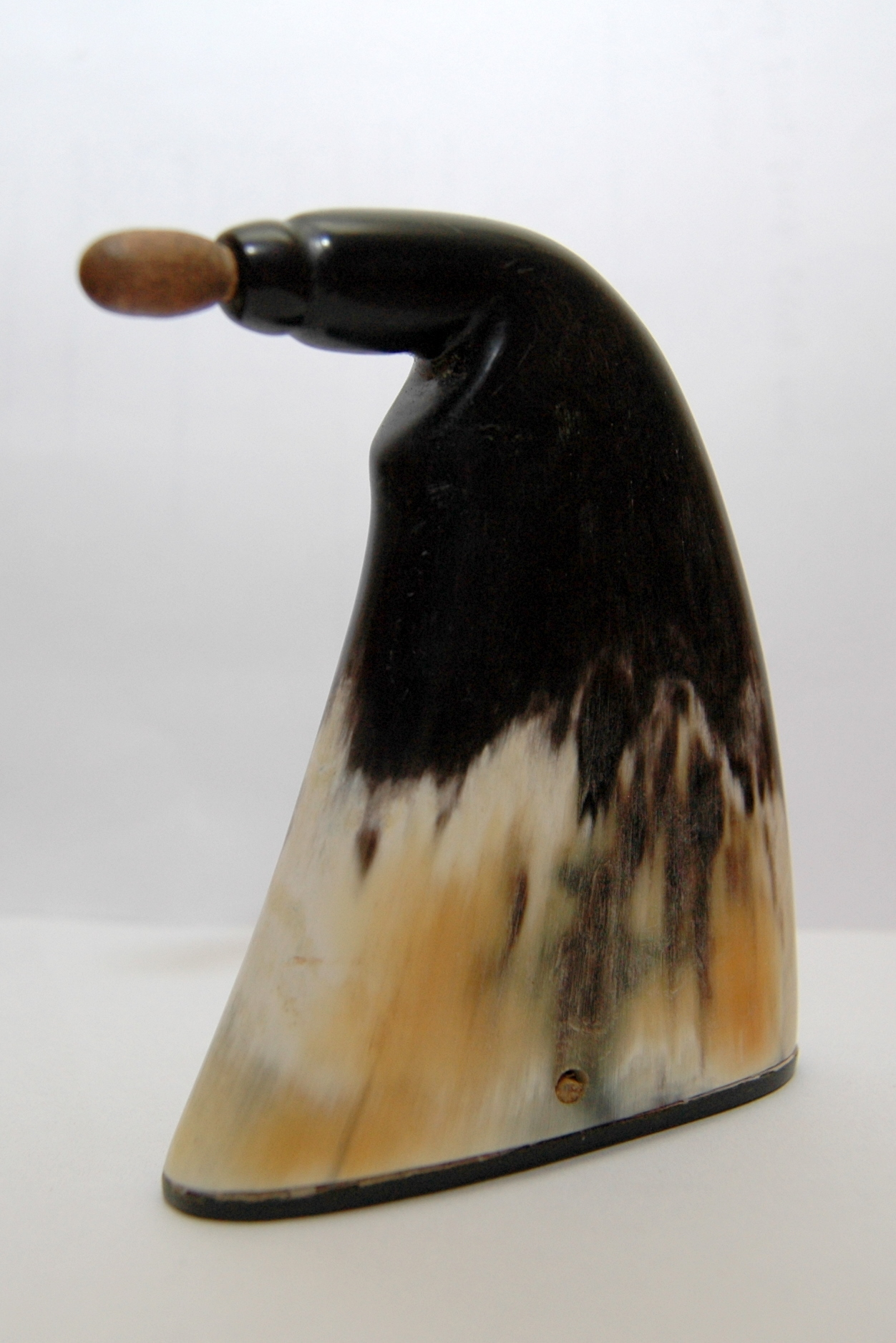
Tabakierka typu "rożek kaszubski" do przechowywania i dozowania tabaki

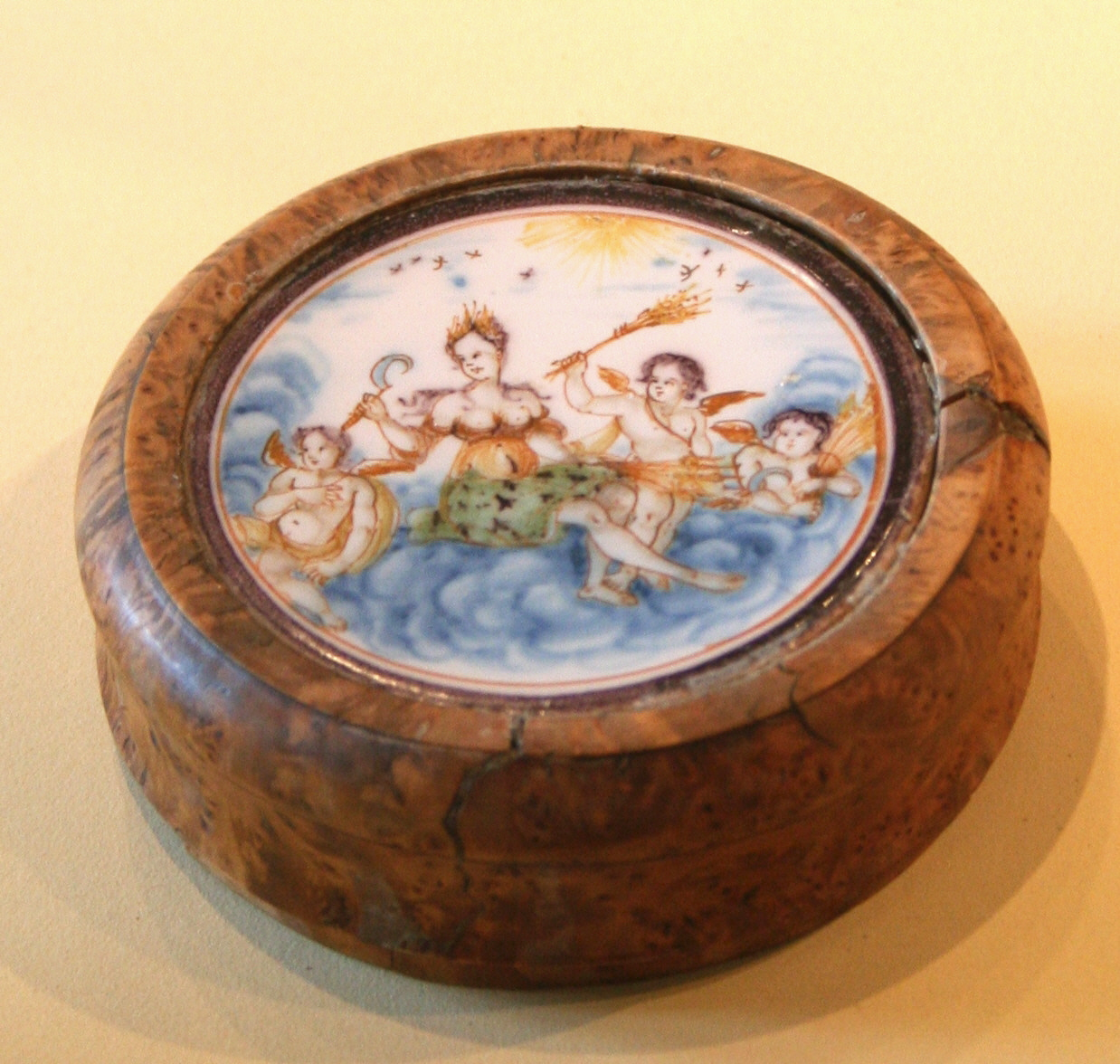
Zabytkowa tabakierka wykonana z drewna korzenia wrzośca

Tabakiera – pojemnik przeznaczony do przechowywania tabaki. 

## Historia tabakier
Początkowo (od końca XVI wieku) rolę tę pełniły zwykłe pojemniki adaptowane do przechowywania tabaki.
Właściwe tabakiery pojawiły się w drugiej połowie XVII wieku i następnie w wieku XVIII przeżyły swój rozkwit formy.
Pierwszą połowę XIX wieku uznaje się za schyłkową dla rozwoju tabakierek.
Obecnie zapotrzebowanie na tabakierki jest znikome, z racji mniejszego niż w poprzednich wiekach – zainteresowania tabaką. 

## Rodzaje tabakier
Ze względu na użyty do budowy materiał, tabakierki dzielimy na:
- drewniane
- metalowe – złote, srebrne, miedziane, aluminiowe, cynowe, stalowe
- rogowe
- z kości słoniowej
- skórzane
- szklane
- plastikowe
- z macicy perłowej

## Tabakiery polskie
Ze względu na stopień precyzji oraz bogactwo wykonania, tabakiery możemy też podzielić na:
- królewskie (głównie XVIII wiek)
- magnackie i szlacheckie
- mieszczańskie
- okolicznościowe